# ノーウホロド＝シーヴェルシクィイ
ノーウホロド＝シーヴェルシクィイ（ウクライナ語: Но́вгород-Сі́верський；意訳: 「シヴェーリアの新都」）は、ウクライナのチェルニーヒウ州のノーウホロド＝シーヴェルシクィイ地区にある都市。ドニプロ川の支流、デスナー川の河岸に位置する。
面積は11.81kmで、2022年現在の人口は12,375人。

## 歴史
10世紀、東スラヴ人シヴェーリア族の地において、キエフ大公国の都市として創建された。11世紀後半以後、大公国の分国であるシヴェーリア公国の中心地であった。1239年にモンゴル帝国の軍勢によって略奪され、著しく衰退した。その後、ジョチ・ウルスに属していたが、1350年にリトアニア大公国の都市となった。1503年にモスクワ大公国によって征服されたが、1618年にポーランド・リトアニア共和国に奪い返された。1620年に自治権をもらった。1648年、フメリニツキーの乱のきっかけにコサック国家に属するようになった。コサックのノーウホロド＝シーヴェルシクィイ百人隊区としてニージン連隊（1649年‐1663年）とスタロドゥーブ連隊（1663年‐1782年）に編成された。18世紀末にロシア帝国の小ロシア県、19世紀初めにチェルニゴフ県の郡庁所在地となった。1920年にウクライナ社会主義ソビエト共和国の都市となり、1932年にチェルニーヒウ州ノーウホロド＝シーヴェルシクィイ地区の都市となった。
2020年7月18日まで、ノヴホロド＝シヴェルスキーは州重要都市に指定されており、ノヴホロド＝シヴェルスキー地区の中心地であったにもかかわらず、同地区には属していなかった。ウクライナの行政改革の一環として、チェルニーヒウ州の地区が4つに削減され、ノヴホロド＝シヴェルスキー市はノヴホロド＝シヴェルスキー地区に統合された。
2022年2月24日から4月2日まで、ノーウホロド＝シーヴェルシクィイはロシア軍に占領された。これにより市内で人道危機が発生し、多くの民間人が避難を余儀なくされた。ロシア軍は戦車で市の出入り口を封鎖し、救急車の通行も許可しなかった。検問所では地元住民の携帯電話が強制的に没収され、壊されたことあった。市議会はドンバス戦争参加者に関する文書を破棄した、ロシア軍から守るため。2022年5月12日にノーウホロド＝シーヴェルシクィイの学校がミサイル攻撃を受け、3人が死亡、19人が負傷した。

## 人口
2001年ウクライナ国勢調査によると、ノヴゴロド＝セヴェルスキーの人口の93.73%はウクライナ人、5.33%はロシア人で、母語が以下の通り:
| 言語         | 人口   | 比率     |
| ------------ | ------ | -------- |
| ウクライナ語 | 9 885  | 65,77 %  |
| ロシア語     | 5 112  | 34,01 %  |
| その他       | 32     | 0,22 %   |
| 合計         | 15 029 | 100,00 % |

## 文化財
- 城山（12世紀‐13世紀の城跡地）
- 救世主変容修道院（11世紀）
- 救世主変容大聖堂（18世紀）
- 聖ムィコラーイ教会（18世紀）
- 生神女就寝大聖堂（18世紀）
- 凱旋門（18世紀末）：ロシア女帝エカチェリーナ2世の訪問を記念するアーチ。